# زیردریایی یو-۵۹۱
زیردریایی یو-۵۹۱ (به انگلیسی: German submarine U-591) یک زیردریایی است که طول آن ۶۷٫۱ متر (۲۲۰ فوت ۲ اینچ) می‌باشد. این زیردریایی در سال ۱۹۴۱ ساخته شد.